# Xã Cedar Creek, Quận Wexford, Michigan
Xã Cedar Creek (tiếng Anh: Cedar Creek Township) là một xã thuộc quận Wexford, tiểu bang Michigan, Hoa Kỳ. Năm 2010, dân số của xã này là 1.757 người.